# Milena Torres
Milena Cristina Torres Duque (Caracas, 14 de julio de 1983) es una actriz, presentadora de televisión, cantante y modelo, youtuber y economista venezolana radicada en Miami, Estados Unidos.

## Biografía
Estudió economía en la Universidad Central de Venezuela.  Cuando tenía apenas tres años, actuó por primera vez en telenovelas. En 1991 participó en Madres egoístas telenovela de gran popularidad donde encarnó a Paola, hija de Wendy Rivas Cantu y que fue transmitido por Televisa, para luego obtener un papel en La sonrisa del diablo, en la telenovela Dos mujeres, un camino, de ahí en adelante inició su carrera en el mundo de la actuación y espectáculo en diversas series juveniles y telenovelas. 
Actuó en la telenovela juvenil, Isa TKM, de Nickelodeon Latinoamérica, interpretando el personaje de Cristina Ricalde, antagonista principal. En 2009 realizó una gira junto con el grupo de Isa TKM (que se formó en 2008) por Venezuela y diversos países latinoamericanos. Luego se anunció su participación estelar Isa TK+, regresando como antagonista estelar de la telenovela.

## Trayectoria

### Animaciones
- Gente nueva (2006) Venevisión Conductora.
- Atómico (2001-2006) Venevisión Coanimadora .
- Rugemanía (1999) Venevisión.
- El Super club de los tigritos (1999) Venevisión Coanimadora.
- El club de los tigritos (1994) Venevisión Coanimadora.
- En la Noche (1994) Televisa Coanimadora.

### Telenovelas
| Año       | Título                  | Personajes       | Rol          | Cadena      | País                      |
| --------- | ----------------------- | ---------------- | ------------ | ----------- | ------------------------- |
| 2016      | Un nuevo día            | Ella Misma       | Invitada     | Telemundo   | Bandera de Estados Unidos |
| 2009—2010 | Isa TK+                 | Cristina Ricalde | Antagonista  | Nickelodeon | Bandera de Colombia       |
| 2008—2009 | Isa TKM                 | Cristina Ricalde | Antagonista  | Nickelodeon | Bandera de Venezuela      |
| 2007      | Camaleona               | Leticia Narváez  | Estelar      | RCTV        | Bandera de Venezuela      |
| 2004-2005 | Sabor a ti              | Corina Martínez  | Estelar      | Venevisión  | Bandera de Venezuela      |
| 2002      | Mambo y Canela          | Isadora          | Estelar      | Venevisión  | Bandera de Venezuela      |
| 2002      | Mi gorda bella          | Lety             | Especial     | RCTV        | Bandera de Venezuela      |
| 2000      | Compartiendo el Destino | Ángela           | Protagonista | Venevisión  | Bandera de Venezuela      |
| 1998      | Jugando a ganar         | Sabrina          | Estelar      | Venevisión  | Bandera de Venezuela      |
| 1997      | Entre tu y yo           | Ramona           | Estelar      | Venevisión  | Bandera de Venezuela      |

## Discografía

### Álbumes
| Año  | Álbum           | Compañía   |
| ---- | --------------- | ---------- |
| 2008 | Isa TKM         | Sony Music |
| 2009 | Sigo al corazón | Sony Music |

### Sencillos
| Año  | Tema                                          | Álbum                           |
| ---- | --------------------------------------------- | ------------------------------- |
| 2008 | Ven A Bailar (junto con el grupo de Isa TKM)  | Isa TKM: La fiesta va a empezar |
| 2008 | Vamos A Vivir (junto con el grupo de Isa TKM) | Isa TKM: La fiesta va a empezar |

### Otras Canciones
| Año  | Tema                                      | Álbum                           |
| ---- | ----------------------------------------- | ------------------------------- |
| 2008 | La princesa                               | Isa TKM: La fiesta va a empezar |
| 2008 | Yo Digo (junto a María Gabriela de Faría) | Isa TKM: La fiesta va a empezar |
| 2009 | Si te veo una vez más                     | Isa TK+: sigo al corazón        |
| 2009 | Bravo (junto con el grupo de Isa TK+)     | Isa TK+: sigo al corazón        |

## Premios y nominaciones
| Año  | Premio                    | Categoría        | Por     | Resultado | Lugar  |
| ---- | ------------------------- | ---------------- | ------- | --------- | ------ |
| 2010 | Kids Choice Awards México | Villano Favorito | Isa TKM | Nominada  | México |